# Syntormon edwardsi
Syntormon edwardsi är en tvåvingeart som beskrevs av Van Duzee 1930. Syntormon edwardsi ingår i släktet Syntormon och familjen styltflugor. Inga underarter finns listade i Catalogue of Life.